# ترافيس ستيفنز
ترافيس ستيفنز (بالإنجليزية: Travis Stephens)‏ هو لاعب كرة قدم أمريكية أمريكي، ولد في 26 يونيو 1978 في كلاركسفيل في الولايات المتحدة.

## وصلات خارجية
- ترافيس ستيفنز على موقع مرجع كرة القدم المحترفة.كوم (الإنجليزية)